# بخش مالو
بخش مالو (به سوئدی: Malå kommun) یک ناحیه شهری در سوئد است که در شهرستان وستربوتن واقع شده‌است.